# モリー・クレクロウ
モリー・クレクロウ（Molly Kreklow、女性、1992年2月17日 - ）は、アメリカ合衆国のバレーボール選手である。バレーボールアメリカ合衆国女子代表。

## 来歴
ミネソタ州セントルイスパーク（英語版）出身。父はウィスコンシン大学マディソン校在学時にはバスケットボールの選手（後にドレイク大学（英語版）に転学）、母はドレイク大学でバレーボール選手というスポーツ一家に生まれる。また叔父はミズーリ大学タイガースのバレーボール部監督である。
2014年5月に合衆国代表に初選出され、同年に開催された世界選手権NORCECA地区予選優勝やパンアメリカンカップ銀メダル獲得を果たす。
2015年7月に開催されたワールドグランプリで司令塔としてチームを優勝に導き、自らもベストセッター賞に輝いた。

## 球歴
- アメリカ合衆国代表 - 2014年-

## 受賞歴
- 2015年 - 2015年FIVBバレーボール・ワールドグランプリ ベストセッター賞

## 所属チーム
- ミズーリタイガース（英語版）
- ドレスナーSC（2014-2015年）
- エジザージュバシュ（2015-2016年）
- River Volley（2016-）